# Economia dell'innovazione
Economia dell'innovazione è una teoria economica che enfatizza imprenditorialità e innovazione. Si basa su 2 principi fondamentali: l'obiettivo centrale della politica economica dovrebbe essere stimolata per una più alta produttività attraverso l'innovazione, e che i mercati si affidano su risorse in ingresso e il prezzo da solo non è sempre efficace a stimolare una maggiore produttività, e così la crescita economica.
Joseph Schumpeter fu uno dei primi e più importanti studiosi che ha ampiamente affrontato il tema dell'innovazione in Economia.
Gli economisti dell'innovazione credono che ciò che guida la crescita economica primariamente oggi, in una economia basata sulla conoscenza non sia l'accumulo di capitale, come asserito dalle teorie neoclassiche, ma la capacità innovativa emergente dalla conoscenza e dalle tecnologie. La crescita economica è il prodotto finale della conoscenza (tacita, codificata) e delle politiche che permettono imprenditorialità e innovazione (i.e., Ricerca e sviluppo, permessi, licenze); riversamenti tecnologici e esternalità tra aziende collaborative; e sistemi di innovazione che creano ambienti innovativi (cluster, agglomerati, aree metropolitane).